# Friendly user test
Pour les articles homonymes, voir FUT.
Un friendly user test (FUT) est un test utilisateur d'un logiciel effectué par des personnes extérieures à l'équipe de développement, mais connues de l'organisation qui effectue le test. 
Un FUTeur est une personne acceptant de tester et de détecter les bugs d'une application ou logiciel dans une version en cours de déploiement (non finalisée) et avant généralisation. L'usager volontaire du nouveau service accepte de collecter des informations précieuses aux développeurs. Les désagréments  générés se transforment en participation active à la résolution des défauts rencontrés. 